# Peter Lindgren
Peter Lindgren (født 6. marts 1973) er en svensk guitarist og sangskriver. Han er bedst kendt som tidligere guitarist i det svenske progressive dødsmetal-band Opeth. Lindgren sluttede sig til bandet i 1991 for at spille bas til et show. Han endte med at blive i bandet og skiftede samtidig til guitar. Sammen med vokalist Mikael Åkerfeldt skrev han sangteksterne indtil 2007, hvor han bekræftede sin afsked med Opeth.